# Singaporemma banxiaoense
Espèce
Synonymes
- Singaporemma banxiaoensis Lin & Li, 2014

Singaporemma banxiaoense est une espèce d'araignées aranéomorphes de la famille des Tetrablemmidae.

## Distribution
Cette espèce est endémique du Guangxi en Chine,. Elle se rencontre dans la grotte Banxiao à Pingxiang.

## Description
Le mâle holotype mesure 1,02 mm et la femelle paratype 1,11 mm.

## Étymologie
Son nom d'espèce, composé de banxiao et du suffixe latin -ensis, « qui vit dans, qui habite », lui a été donné en référence au lieu de sa découverte, la grotte Banxiao.

## Publication originale
- Lin & Li, 2014 : New cave-dwelling armored spiders (Araneae, Tetrablemmidae) from southwest China. ZooKeys, no 388, p. 35-67 (texte intégral).